# Tularia
Tularia is een geslacht van weekdieren uit de klasse van de Gastropoda (slakken).

## Soort
- Tularia bractea (Burn, 1962)